# Драгомир Миленковић
Драгомир Миленковић Јога (Трогир, 15. јун 1954) самостални је уметник, композитор и музичар. Оснивач је и вођа групе Хазари.

## Биографија
Музиком је почео да се бави сасвим млад, свирајући гитару. Касније то постаје његово професионално опредељење. На почетку каријере свирао је рок музику, класичну гитару и џез, али и народну музику. Наступао је као члан оркестара Васке Илијев, Станише Стошића, као и са дуетом Селимова-Желчевски.
Крајем осамдесетих година његов музички рад усмерава се у другом правцу и почиње да се бави фолклорном музиком са елементима џеза. У Нишу је 1991. основао музички састав Хазари. На девет албума Хазара налази се више од 100 композиција Драгомира Миленковића. Сам каже да је на његов музички израз највише утицало певање православног монаха оца Дионисија Хиландарца, али и паганско наслеђе, стара музика са простора Византије и ритмови особени за јужни део Србије. Бави се и соло пројектима. Као самостални извођач издао је два албума - „Гајде“ (2006) и „17 римских царева“ (2009).
Ради и живи у Београду. Члан је Удружења композитора Србије и један од оснивача World music асоцијације Србије. Добитник је Нишвилове награде за животно дело 2023. године.